# アメリカ傷痍軍人会
アメリカ傷痍軍人会（アメリカしょういぐんじんかい、英: Disabled American Veterans, 略称DAV)は、アメリカ合衆国議会による認可のもとでアメリカ軍の傷痍軍人およびその家族の援護を目的に設置された組織である。

## 歴史
第一次世界大戦後、アメリカ政府は復員兵に対してわずかな支援しか行わず、とりわけ傷痍軍人らは厳しい生活を強いられた。戦時中、およそ204,000人のアメリカ軍人が負傷し、多くの傷痍軍人は視覚、聴覚、あるいは精神に障害を抱えたまま復員を果たした。こうした状況の中、1918年11月のムーズ＝アルゴンヌ攻勢に参加して傷痍軍人となった元陸軍大尉、シンシナティ上級裁判所判事のロバート・マルクス(Robert Marx)は、1920年のクリスマスパーティにて退役軍人会の構想を初めて明らかにした。彼は大統領候補ジェイムズ・コックスの選挙活動に協力しつつ、新しい組織の設置を宣伝して周り、会員を増やしていった。1921年6月27日にはデトロイトにおいて初めての全国大会が実施され、この中でマルクスは初代全米司令官(National commander)に就任した。1921年9月25日、ハミルトン郡記念ホール(Hamilton County Memorial Hall)にて世界大戦アメリカ傷痍軍人会(Disabled American Veterans of the World War, DAVWW)の正式な発足が宣言されると共に第1回幹部会議が開かれた。1922年には外郭団体として女性部門が設けられる。世界恐慌が始まると、DAVWWは資金難や世界大戦を過去のものとしたがる国民感情に悩まされつつも傷痍軍人たちの支援を続けた。1932年6月17日、合衆国議会による認可を受ける。

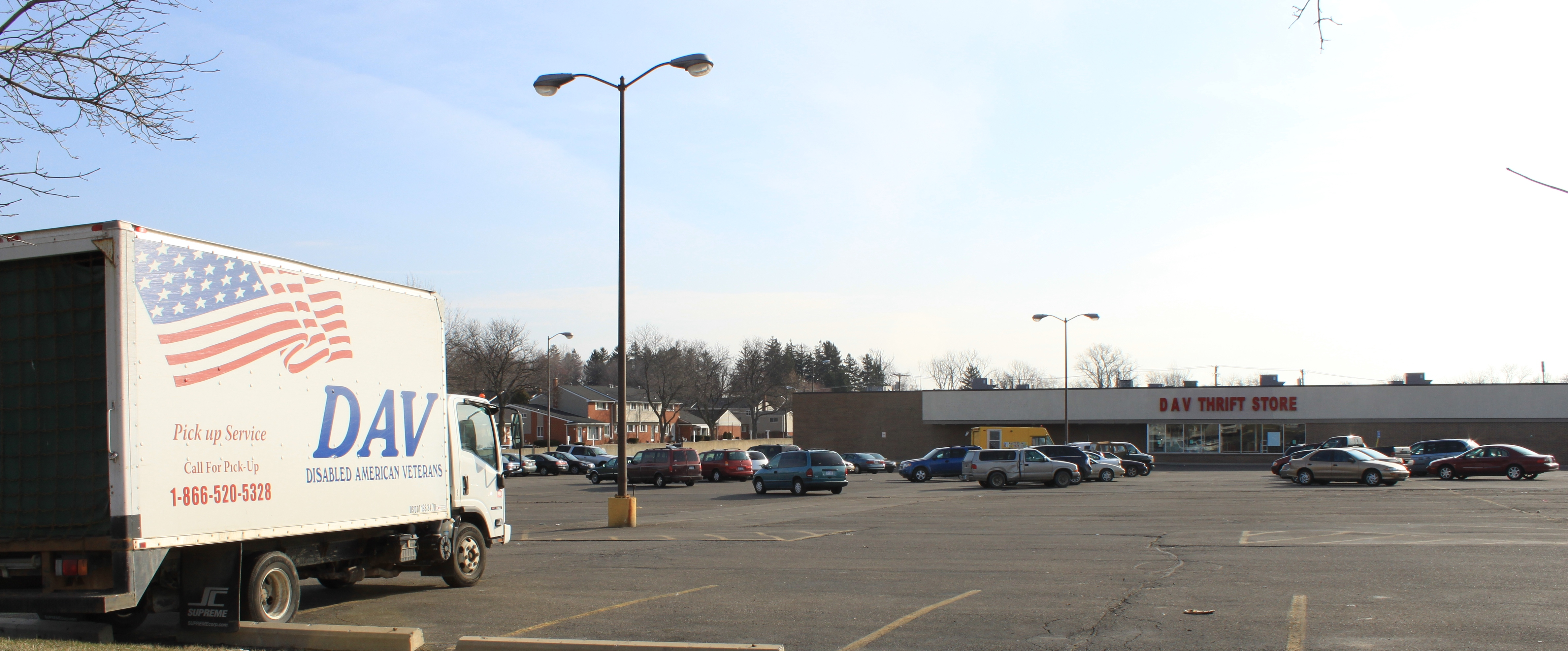
ミシガン州にあるDAVの中古品取扱店(Thrift Store)。利益は傷痍軍人らの支援に充てられる。

第二次世界大戦が始まると組織は早急な拡大を求められ、また新たな戦争による傷痍軍人も受け入れるべく名称はアメリカ傷痍軍人会(Disabled American Veterans)に改められた。1941年、DAVでは紛失鍵の捜索および送付のサービスを開始する。1944年、アメリカン大学における国家職員研修プログラム(National Service Officer Training Program)の提供を開始。こうしたDAVの事業は多くの寄付金を集めると共に、DAVの会員たる傷痍軍人たちの雇用も生み出していた。例えば1952年の記録では、350人の雇用と2,000,000ドル以上の寄付がDAVの事業により確保された。しかし、第二次世界大戦の終結後まもなくして朝鮮戦争が勃発し、傷痍軍人の数は増加の一途を辿った。
1950年代から1960年代にかけてDAVはその規模を縮小したものの、ベトナム戦争が始まると再び大勢の将兵が傷痍軍人として復員しDAVに加わった。この時期、DAVでは捕虜(POW)や戦闘中行方不明(MIA)の問題に対して積極的な取り組みを行った。1966年の復員軍人の日、DAVは本部をケンタッキー州コールドスプリングに移した。

## 記章

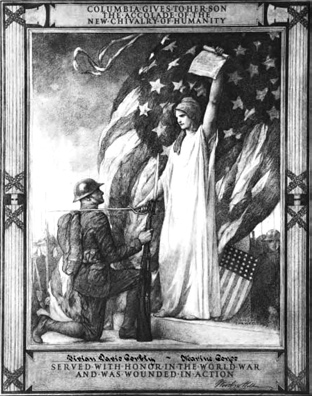
第一次世界大戦中の従軍証明証。

DAVの記章は第一次世界大戦中に米政府が退役軍人に発行していた従軍証明証の絵柄を元に作成された。これはウッドロウ・ウィルソンより依頼を受けたエドウィン・ブラッシュフィールドが描いたもので、コロンビアの前に騎士のようにひざまずく兵士の絵であった。

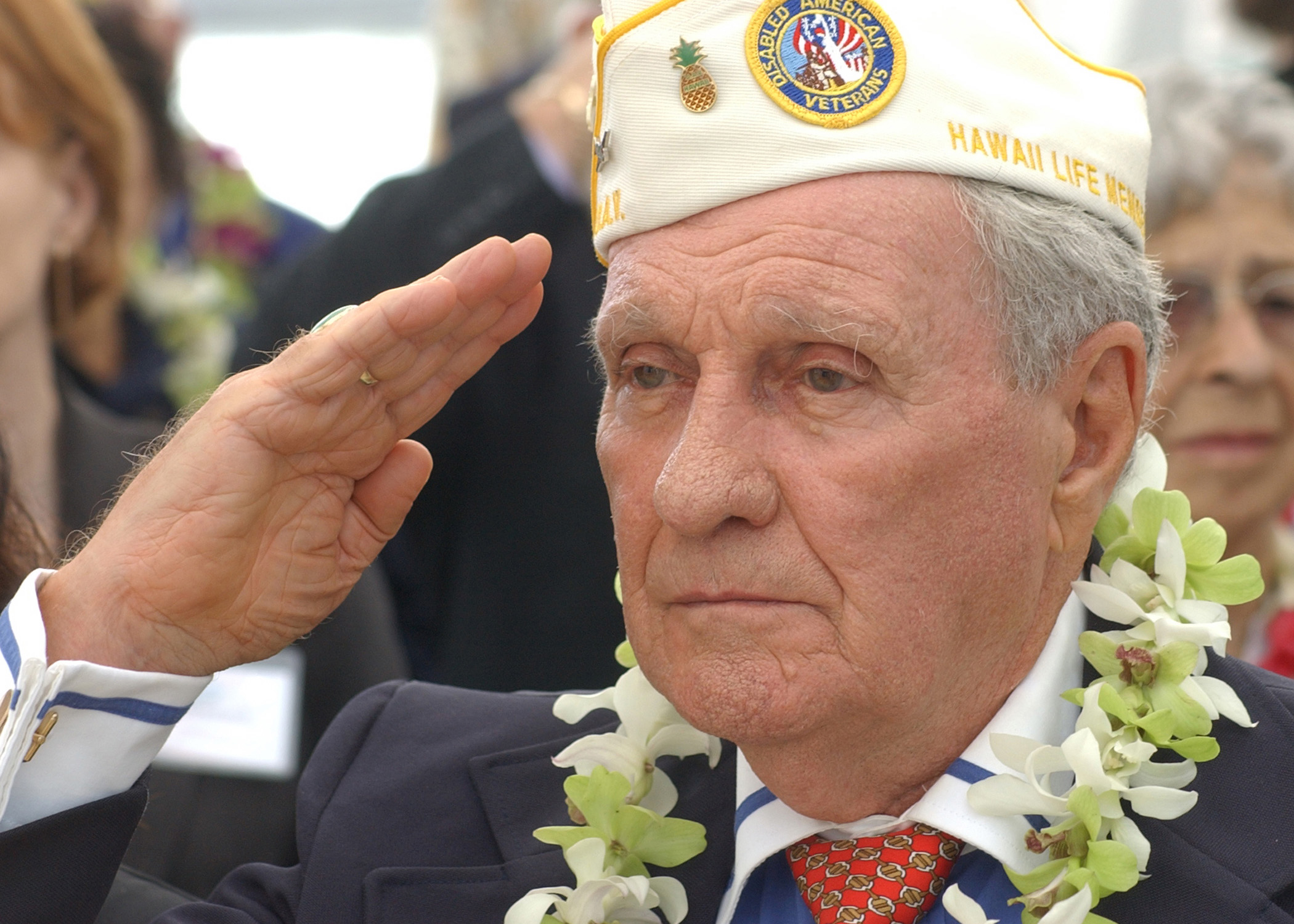
真珠湾における記念式典に出席したDAVハワイ州司令官のアーサー・フォーキアー(Authur Forcier)。帽子にDAVの記章が縫い付けられている。（2003年12月7日）
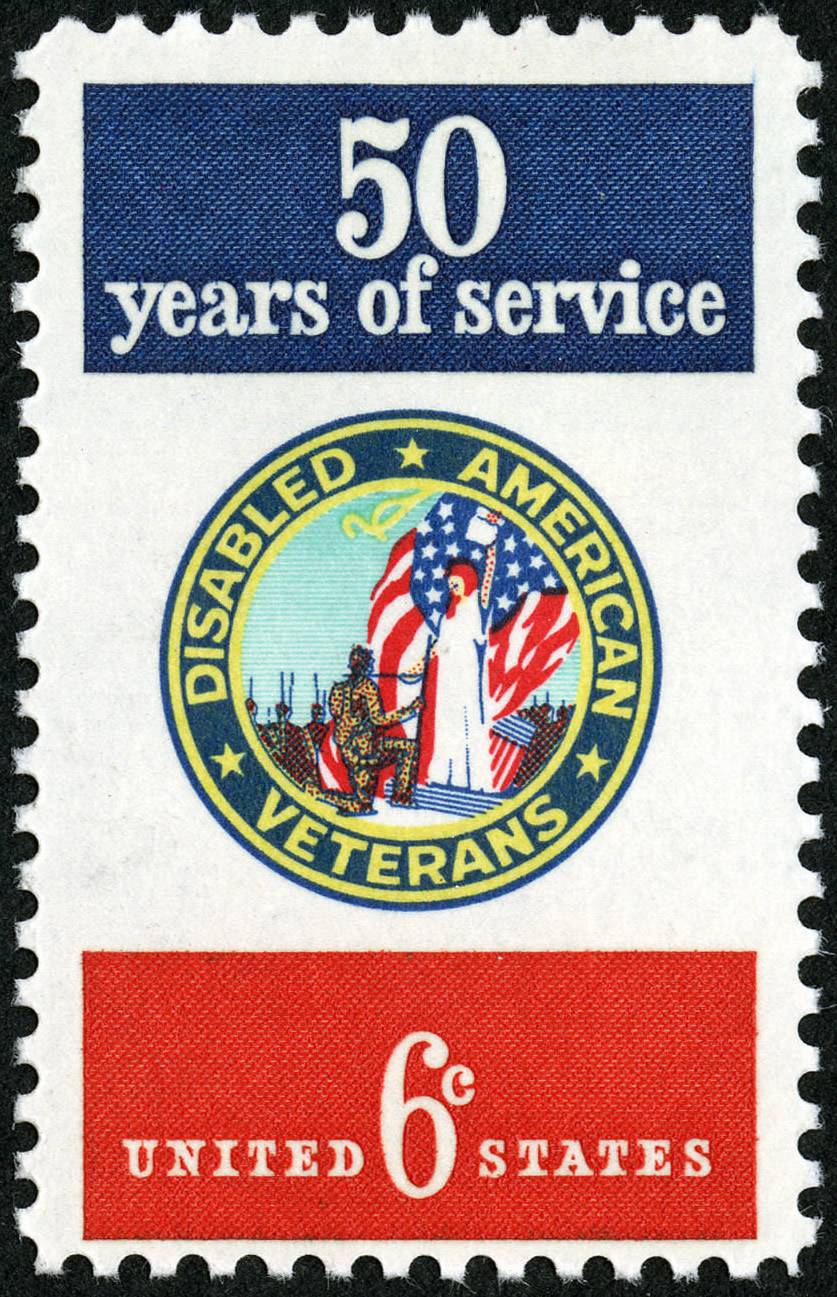
DAV50周年記念6セント切手。DAVの記章が描かれている。